# Dysnomia (måne)
Dysnomia är en måne till dvärgplaneten Eris. Dysnomia har en diameter på ungefär 250 km.

## Upptäckt
Under 2005 genomförde arbetslaget för adaptiv optik vid Keck-observatoriet i Hawaii observationer av de fyra ljusstarkaste objekten i Kuiperbältet, nämligen (Pluto, Makemake, Haumea och Eris), med hjälp av en laserguidestjärna i systemet för adaptiv optik. Observationer från den 10 september avslöjade en måne i omloppsbana runt Eris. Den namngavs 13 september 2006 efter laglöshetens gudinna Dysnomia i grekisk mytologi, tillika dotter till osämjans gudinna Eris. 
Själva ordet dysnomia (δυσνομία) betyder 'laglöshet', och namnet anspelar också på skådespelerskan Lucy Lawless, som spelade krigarprinsessan Xena i den amerikanska TV-serien Xena – Krigarprinsessan. Under en period kallades månen inofficiellt för Gabrielle efter rollfiguren med samma namn i TV-serien.

## Egenskaper
Dysnomias ljusstyrka har visat sig vara 4,43 magnituder svagare än Eris, och dess diameter uppskattas ligga mellan 350 och 490 km, men Mike Brown hävdar att den är 500 gånger svagare och dess diameter ligger mellan 100 och 250 km. Den är 60 gånger svagare än Eris i K-bandet och 480 gånger svagare i V-bandet, vilket innebär ett annorlunda, och betydligt rödare, spektrum, vilket tyder på en betydligt mörkare yta. Förutsatt dess albedo är fem gånger lägre än Eris, skulle dess diameter vara 685 ± 50 km. Den senaste uppskattningen av Dysnomias diameter är 600 ± 50 km.
Observationer från Keck och Hubbleteleskopet kombinerades och månen Dysnomia användes för att bestämma Eris massa och dess banparametrar uppskattades. Dess omloppstid beräknas till 15,774 ± 0,002 dygn. Dessa observationer tyder på att Dysnomia har en cirkulär omloppsbana runt Eris, med en radie på 37 350 ± 140 km. Detta visar att Eris har en 1,27 gånger större massa än Pluto.